# Arcus
Arcus är en beteckning som ges till ett moln som har ett kännetecken i form av en tät, horisontell molnrulle med mer eller mindre trasiga kanter belägen i molnets lägre främre del. När molnrullen har stor utsträckning ser den ut som en mörk hotande båge. Arcus förekommer hos huvudmolnslaget cumulonimbus, mindre ofta hos cumulus. "Arcus" kommer från latin och betyder "båge" eller "valv".